# Nowy Poniatów
Nowy Poniatów (niem. Neu Seitendorf) – niewielka część miasta Wałbrzycha, położona w jego wschodniej części, w rejonie ulicy Jodłowej.
Nowy Poniatów to dawniej samodzielna miejscowość. W latach 1945–50 wchodził w skład gromady Poniatów w gminie Szczawienko w powiecie wałbrzyskim. 1 stycznia 1951 wraz z Poniatowem włączony do Wałbrzycha.